# Philippinischer Peso

Wechselkurs des Euros zum Philippinischen Peso seit 2005

Der Philippinische Peso (Filipino piso) ist die Währung der Republik der Philippinen. Das spanische Wort peso bedeutet „Gewicht“. Der Peso ist unterteilt in 100 Centavos oder Sentimos. Der ISO-Währungscode ist PHP. Das offizielle Währungssymbol ist ₱, ein P mit einem doppelten Querstrich (in einigen Schriftarten auch als P mit einfachem Querstrich oder allgemein nur als P dargestellt).

## Wechselkursentwicklung
In den 1950er-Jahren war der Peso zu einem Wechselkurs von circa zwei Peso je US-Dollar über zehn Jahre fest an die amerikanische Währung gekoppelt. Aufgrund unterschiedlicher Inflations- und Wachstumsraten wurde der Peso jedoch noch zu Zeiten des Bretton-Woods-Systems mehrfach abgewertet, so dass der Kurs 1970 bei 3,90 Peso je US-Dollar lag.
Mit dem Ende des Festkurssystems von Bretton Woods wurde 1970 auch die Wechselkursanbindung des Peso an den US-Dollar neu konzipiert: Statt eines einzigen wurden multiple Wechselkurse für Exporte, Importe und Auslandsschulden eingeführt; so mussten zunächst 80 Prozent der Exporterlöse philippinischer Unternehmen zum offiziellen Wechselkurs von 3,90 Peso je US-Dollar an die Zentralbank abgeführt werden, die verbleibenden 20 Prozent konnten zum Marktpreis getauscht werden. Das System der multiplen Wechselkurse bestand in vielfältigen Variationen bis einschließlich 1984 fort, musste aber dann infolge der schweren Finanzkrise von 1983 aufgegeben werden. Bis dahin erfuhr der Peso am Markt immer weitere Abwertungen und unterschritt 1983 erstmals den Wert von 10 Peso je US-Dollar.
Als Mitte der 1980er-Jahre die asiatisch-pazifischen Nachbarstaaten in eine Phase starken Wachstums eintraten, erkannte auch der philippinische Staat die Probleme sich nicht am Markt bildender Wechselkurse und ging zu einem System flexibler Wechselkurse über. Die Zentralbank interveniert seitdem nach eigenen Angaben nur noch, um ordentliche Marktbedingungen zu gewährleisten und politische Ziele zu erreichen. 1998 wurden die staatlichen Eingriffe in die freie Wechselkursbildung weiter zurückgefahren; Eingriffe zur reinen Volatilitätsglättung wurden eingeschränkt.
Bis Mitte der 1990er-Jahre wertete der Peso weiter kontinuierlich ab und lag 1997 durchschnittlich bei knapp 30 Peso je US-Dollar. Im Zuge der Asienkrise und des schwierigen gesamtwirtschaftlichen Umfelds verlor die philippinische Währung weiter an Wert und lag 2004 bei circa 56 Peso je US-Dollar. Nach einer Phase der Erholung – 2014 war ein US-Dollar etwa 44 Peso wert – rutschte er bis Mitte 2024 wieder auf etwa 57 Peso pro Dollar.

## Stückelung

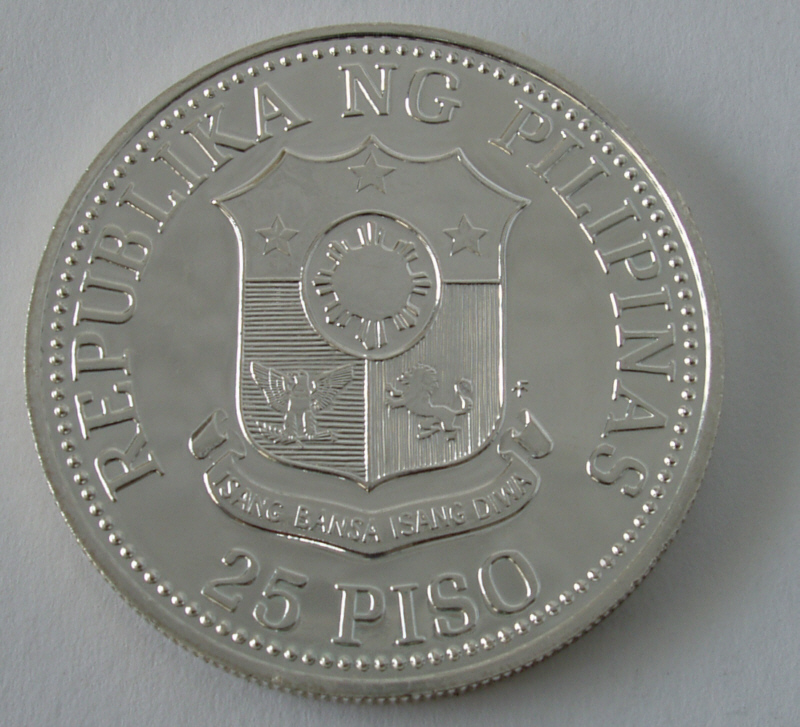
25-Peso-Sondermünze in Silber

### Banknoten
- 1000 Peso
- 500 Peso
- 200 Peso
- 100 Peso
- 50 Peso
- 20 Peso
- 10 Peso 1
- 5 Peso 1

### Münzen
- 20 Peso 2
- 10 Peso
- 5 Peso
- 2 Peso
- 1 Peso
- 50 Centavos 3
- 25 Centavos
- 10 Centavos
- 5 Centavos
- 1 Centavo

### Peso-Banknoten seit 2010
Ende 2010 wurden neue 20-, 50-, 100-, 200-, 500- und 1000-Peso-Banknoten mit verbesserten Sicherheitsmerkmalen im Umlauf gebracht.
Das Design der 500-Peso-Banknote wurde dahingehend geändert, dass neben Benigno Aquino, Jr. auch Corazon Aquino auf dem Geldschein abgebildet ist.
Bei der Vorstellung der neuen Geldscheine wurden Fehler auf den Geldscheinen entdeckt: Der Blaunackenpapagei hatte grüne Schwanzfedern und einen gelben Schnabel; tatsächlich sind die Schwanzfedern gelb und der Schnabel rot. Bei der Landkarte auf den anderen Scheinen fehlten zahlreiche Inseln oder waren nicht an die richtige Stelle gezeichnet worden. Diese Geldscheine wurden jedoch nicht vernichtet und sind weiterhin gültig. Neue Druckplatten für die nächste Produktion sollten korrigiert werden.
Die Banknoten der Serie bis 2010 verloren mit Ablauf des 31. Dezember 2015 ihre Gültigkeit, konnten jedoch bis 31. Dezember 2016 bei autorisierten Banken oder den Zahlstellen der Zentralbank getauscht werden. Danach verloren sie vollständig ihre Gültigkeit als Zahlungsmittel.